# Elegua
Elegua je oriša, jedno z božstev jorubského náboženství. Je synkretizován s archandělem sv. Michaelem, Antonínem z Padovy, Martinem de Porres nebo s Jezulátkem z Atochy.
Je prvním orišou kterého stvořil Olodumare. Elegua je vlastníkem všech cest, silnic, křižovatek a dveří. Má různé aspekty či "cesty" tzv. eshu např.:
- Eshu Laroye - jednohovorný
- Eshu Alawana - ten, který se potuluje sám ve volné přírodě
- Eshu Aye - ten, který žije na okraji řeky a v moři
- Eshu Olona - vlastník cest
- Eshu Afrá - společník Babalú Ayé, který shromažďuje těla mrtvých

Obětuje se mu vše mimo holuba.